# Lobotka
Lobotka (ook Slobotka, Lobodka of Slobodka, Russisch: Лоботка) is een plaats in Estland. Ze ligt in de gemeente Setomaa, provincie Võrumaa, en telt 61 inwoners (2021). De plaats heeft de status van dorp (Estisch: küla).
Tot in 2017 behoorde het dorp tot de gemeente Värska in de provincie Põlvamaa. In dat jaar werd Värska bij de gemeente Setomaa gevoegd en verhuisde ze meteen ook naar de provincie Võrumaa.

## Ligging
Lobotka ligt aan de Baai van Värska (Estisch: Värska laht), een uitloper van het  Meer van Pskov. Aan de overkant van de baai ligt Värska, de hoofdplaats van de gemeente. Lobotka en Värska liggen in het natuurgebied Värska lahe hoiuala (41,6 ha).
De secundaire weg Tugimaantee 63, die van Karisilla via Koidula naar Rusland loopt, en de Tugimaantee 45, de secundaire weg van Tartu via Räpina naar Värska, komen door Lobotka.

## Geschiedenis
Lobotka werd voor het eerst genoemd in 1510 onder de Russische naam Слободе (Slobodje). In 1585 heette het dorp Слоботка (Slobodka). De eerste vermelding in Latijns schrift dateert uit 1886: Lobodka.
In de 18e eeuw behoorde het dorp tot de bezittingen van het klooster in Petsjory. Vanaf het eind van die eeuw was het dorp de hoofdplaats van een grote gemeente Lobotka, die onder het Russische gouvernement Pskov viel. Binnen die gemeente lag het dorp ook in een nulk, een regio waar de taal Seto werd gesproken, de nulk Poloda. Kerkelijk viel het dorp onder de kerk van Sint-Joris in Värska. In 1904 werd Värska ook de hoofdplaats van de gemeente, maar die bleef wel Lobotka heten.
Het gebied rond het dorp kwam pas in 1919, tijdens de Estische Onafhankelijkheidsoorlog, onder Estland. Het nieuw veroverde gebied werd de Estische provincie Petserimaa. In 1922 werd de gemeente Lobotka opgedeeld in de gemeenten Järvesuu, Kulje, Mäe en Satserinna. Sinds 1945 ligt een deel van de vroegere gemeente Lobotka in Estland en een ander deel in het Russische district Petsjory. Lobotka zelf lag tussen 1922 en 1950 in de gemeente Järvesuu, die in 1945 voor het grootste deel bij Estland bleef. Vanaf 1950 viel het dorp onder de dorpssovjet van Värska, vanaf 1992 tot in 2017 in de gemeente Värska.
Bij de gemeentelijke herindeling van 1977 werd Lobotka opgedeeld tussen de plaatsen Värska en Treski. In 1997 werd de opdeling ongedaan gemaakt.

## Foto's

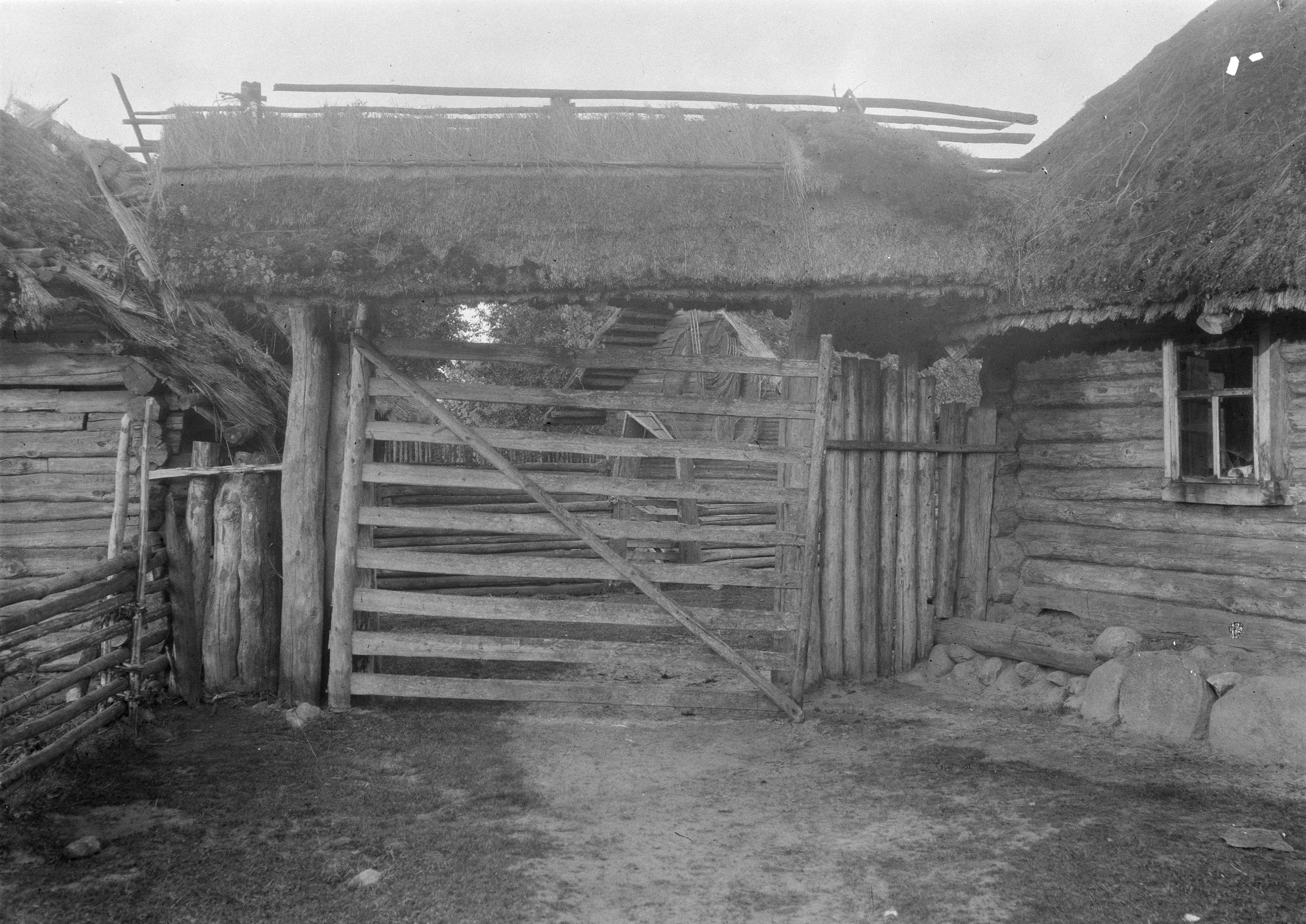
Boerderij in Lobotka, ca. 1912
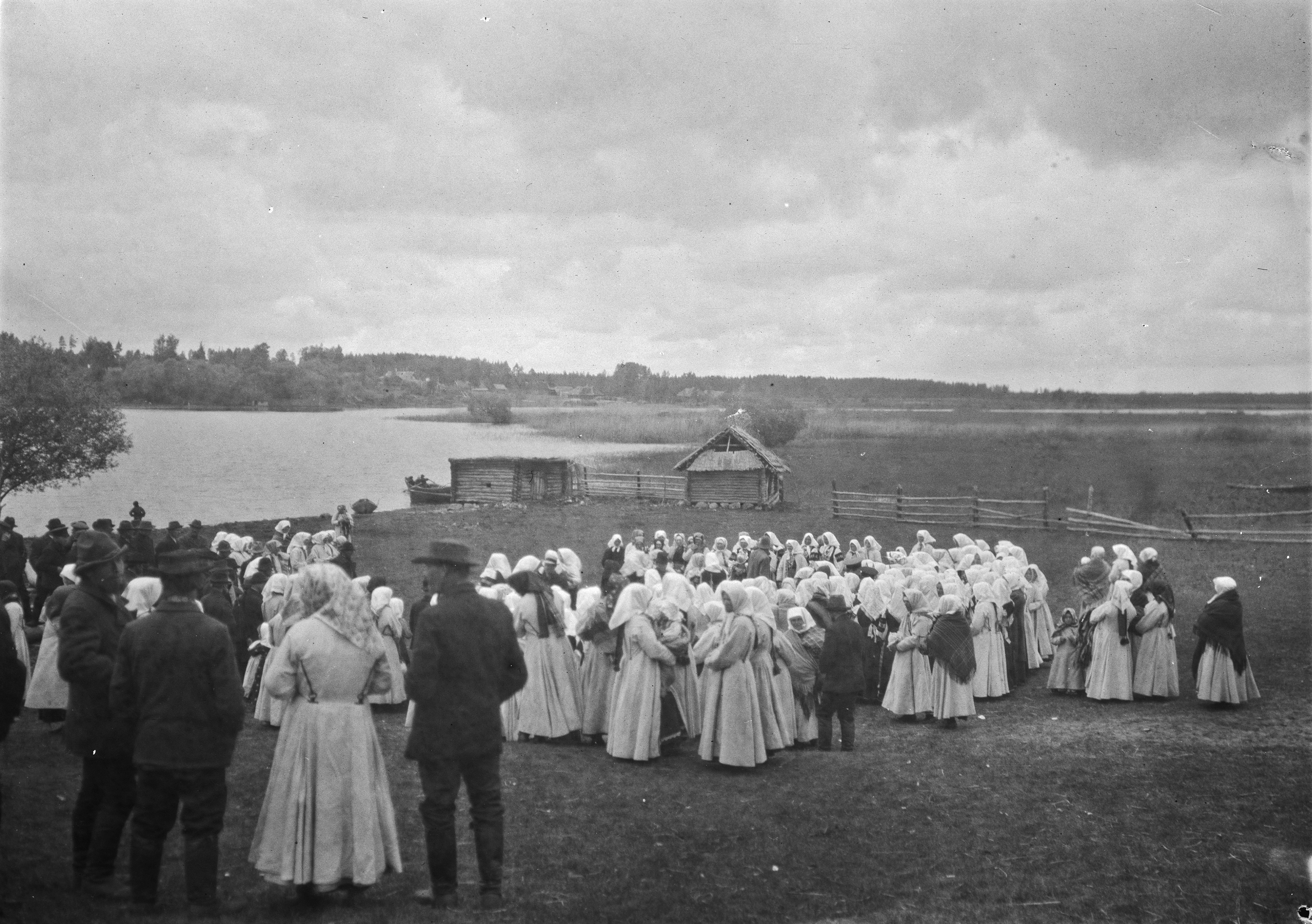
Dansfeest in Lobotka, ca. 1912
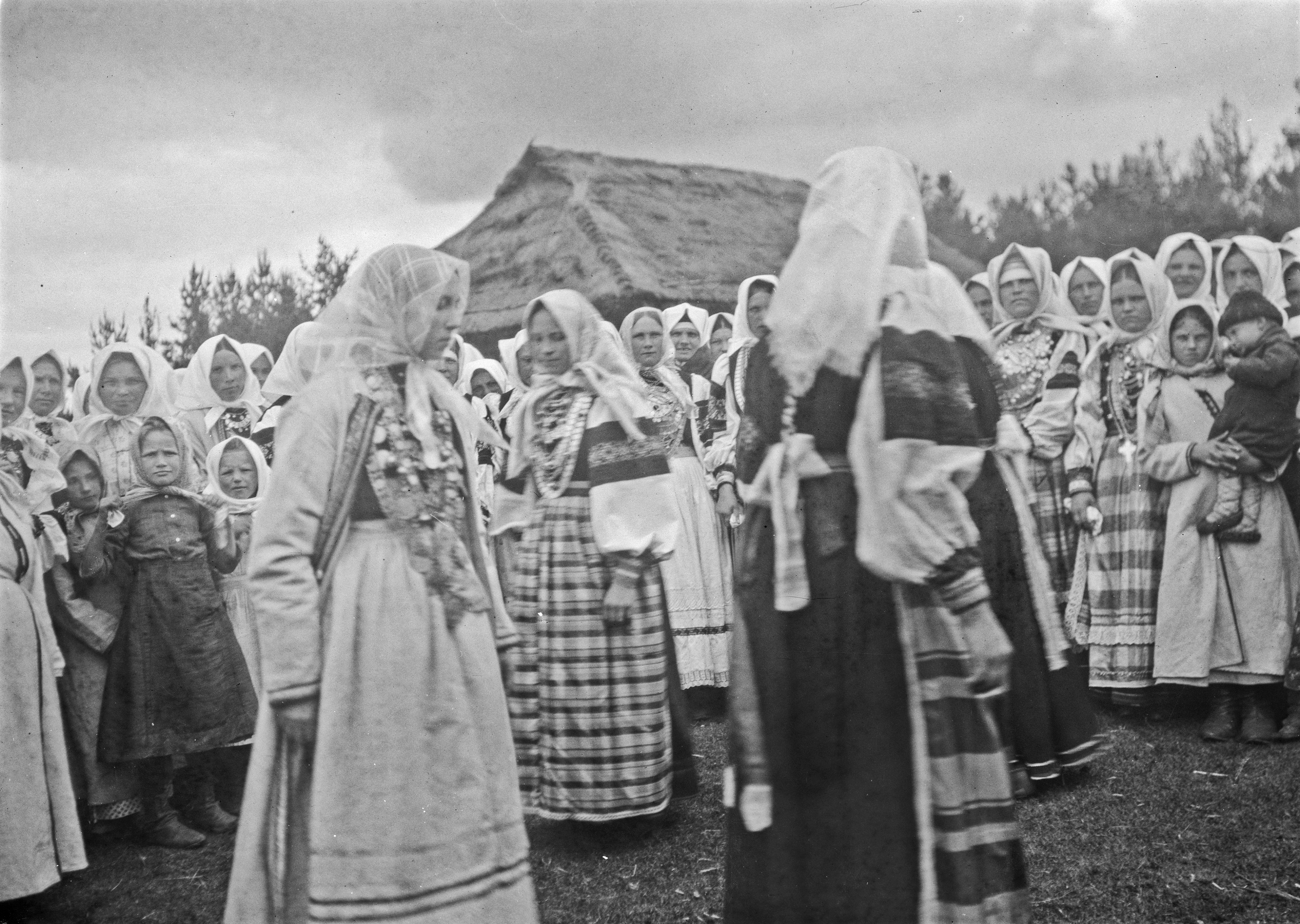
Dansende vrouwen in Setodracht, ca. 1912